# Tom Bosley
Thomas Edward "Tom" Bosley (Chicago, Estats Units, 1 d'octubre de 1927 – Rancho Mirage, 19 d'octubre de 2010), fou un actor estatunidenc.

## Biografia
Bosley fou conegut pels seus papers com a protagonista i actor de repartiment a les sèries de televisió Dies feliços, Murder, She Wrote i Els misteris del pare Dowling, així com per interpretar el paper protagonista al musical Fiorello!, guanyador del premi Pulitzer. Per interpretar a Fiorello La Guardia en aquesta última obra, rebé el 1960 el Premi Tony al Millor Actor de Repartiment de Musical. El 1974 fou candidat al premi Emmy per la sèrie Dies feliços.

## Filmografia

### Cinema
- 1963: Love with the Proper Stranger: Anthony Colombo
- 1964: The World of Henry Orient: Frank Boyd
- 1967: Bang Bang Kid: Merriweather Newberry
- 1967: Divorce American Style: Farley
- 1968: The Secret War of Harry Frigg: General Roscoe Pennypacker
- 1968: Teus, meus i nostres (Yours, Mine and Ours): el doctor de familia
- 1972: To Find a Man: Dr. Katchaturian
- 1974: Família barrejada (Mixed Company): Al
- 1976: Gus: Spinner
- 1982: O'Hara's Wife: Fred O'Hara
- 1987: The Gnomes Great Adventure: David el gnom (veu)
- 1987: Million Dollar Mystery: Sidney Preston
- 1987: Pinocchio and the Emperor of the Night: Geppetto (veu)
- 1989: La meva mare és una bruixa (Wicked Stepmother): Tinenr MacIntosh
- 1997: Little Bigfoot 2: The Journey Home: Ranger Tasker
- 2000: The Tangerine Bear: Home in Time for Christmas: Mr. Winkle (veu)
- 2002: Returning Mickey Stern: Harry Mankelbaum
- 2004: Felix the Cat Saves Christmas: (veu)
- 2005: Geppetto's Secret: Geppetto (veu)
- 2005: Confession: pare Abbot Sutton
- 2005: Popstar: Harvey
- 2006: Mothers and Daughters: Bob
- 2009: Santa Buddies: Santa Paws (veu)
- 2010: The Back-Up Plan: Arthur

### Televisió
- 1955: Alice in Wonderland (telefilm): Knave of Hearts
- 1959: Play of the Week (sèrie TV): Dupont-Dufour Jr
- 1960: Diagnosis: Unknown (sèrie TV): Freddie Ziegler
- 1962: Focus (sèrie TV): Fred Cooper
- 1962: Arsenic & Old Lace (telefilm): Teddy Brewster
- 1962: The Law and Mr. Jones (sèrie TV): Ajudant D.A. Ryan
- 1963: Car 54, Where Are You? (sèrie TV): Reverend Harold Peterson/Archie l'artista
- 1963: Naked City (sèrie TV): Jutge
- 1963: Route 66 (sèrie TV): Jim Horst / Dr. Sumner Klein
- 1963-1964: The Nurses (sèrie TV): Clarence / Mr. Ross
- 1965: Dr. Kildare (sèrie TV): Harry Markham
- 1965: Ben Casey (sèrie TV): Timothy Michael MacMurrough
- 1965: The Defenders (sèrie TV): Charlie Barry
- 1966: Jericho (sèrie TV): Vandercook
- 1966: The Girl from U.N.C.L.E. (sèrie TV): Quantum
- 1968: The F.B.I. (sèrie TV): John Clanton
- 1968: Superagent 86 (Get Smart) (sèrie TV): Emil Farkas
- 1968-1969: Bonanza (sèrie TV): Titus Simpson / Hiram Peabody
- 1969: The Virginian (sèrie TV): Nat Trumbull
- 1969: The Mod Squad (sèrie TV): John Wells
- 1969: Marcus Welby, M.D. (sèrie TV): Tiny Baker
- 1969-1970: The Debbie Reynolds (sèrie TV): Bob Landers
- 1969 i 1971: Night Gallery (sèrie TV): Resnick / Jules Kettleman
- 1970: The Bill Cosby Show (sèrie TV): Cookie Maharg
- 1970: The Most Deadly Game (sèrie TV): George
- 1970: The Silent Force (sèrie TV): Binachi
- 1970-1971: The Name of the Game (sèrie TV): Charlie Reid / Tait
- 1971: A Step Out of Line (telefilm): Jack Berger
- 1971: Embruixada (Bewitched) (sèrie TV): Ferdy
- 1971: Mission: Impossible (sèrie TV): Henry Matula
- 1971: Vanished (telefilm): Johnny Cavanaugh
- 1971: Congratulations, It's a Boy! (telefilm): Herb
- 1971: Funny Face (sèrie TV): un dealer
- 1971: Sarge (sèrie TV): Stanley Miller
- 1971: Mr. and Mrs. Bo Jo Jones (telefilm): Mr. Jones
- 1972: Bobby Jo and the Good Time Band (telefilm): l'alcalde
- 1972: The Sandy Duncan Show (sèrie TV): Bert Quinn
- 1972: The Sixth Sense (sèrie TV): Albert
- 1972: Banyon (sèrie TV): Steve Corbett
- 1972: No Place to Run (telefilm): Dr. Golinski
- 1972: Me and the Chimp (sèrie TV): Goodrich
- 1972-1974: Wait till Your Father Gets Home (sèrie TV): Harry Boyle (Veu)
- 1973: Tenafly (sèrie TV): Dave Barker
- 1973: Chase (sèrie TV): Axel Sullivan
- 1973: Maude (sèrie TV): Dr. Tasko
- 1973: Medical Center (sèrie TV): Howard Spirling
- 1973: Temperatures Rising (sèrie TV): Gibson
- 1973: Miracle on 34th Street (telefilm): jutge Harper
- 1973: McMillan & Wife (sèrie TV): Sam Hamilton
- 1974: The Girl Who Came Gift-Wrapped (telefilm): Harold
- 1974-1984: Happy Days (sèrie TV): Howard Cunningham
- 1974: Death Cruise (telefilm): David Mason
- 1975: Who Is the Black Dahlia? (telefilm): Bevo Means'
- 1975: Ellery Queen (sèrie TV): Bud Armstrong
- 1975: Kolchak: The Night Stalker (sèrie TV): Jack Flaherty
- 1975: Insight (sèrie TV): L'home increible
- 1975: The Last Survivors (telefilm): Marcus Damian
- 1975: The Night That Panicked America (telefilm): Norman Smith
- 1976: The Love Boat (telefilm): George Havlicek
- 1977: Testimony of Two Men (sèrie TV): Dr. Louis Hedler / El narrador
- 1977: Black Market Baby (telefilm): Dr. Andrew Brantford
- 1978: With This Ring (telefilm): Edward Edwards
- 1978: The Bastard (telefilm): Benjamin Franklin
- 1978: The Stingiest Man in Town (telefilm): B.A.H. Humbug (veu)
- 1979: The Triangle Factory Fire Scandal (telefilm): Morris Feldman
- 1979: The Rebels (telefilm): Benjamin Franklin
- 1979: The Castaways on Gilligan's Island (telefilm): Henry Elliott
- 1979: Return of the Mod Squad (telefilm): Frank Webber
- 1980: For the Love of It (telefilm): Norman
- 1982: Joanie Loves Chachi (sèrie TV): Howard Cunningham
- 1982: Tales of the Unexpected (sèrie TV): Ralph Stackpole
- 1982, 1985 i 1987: The Love Boat (sèrie TV): Harry Meacham / Herbert Chandler / George Hammond / Howard Pfister
- 1984: The Jesse Owens Story (telefilm): Jimmy Hoffa
- 1984-1988: Murder She Wrote (sèrie TV): Xèrif Amos Tupper
- 1985: David el gnomo (sèrie TV): David (Voix)
- 1985: Finder of Lost Loves (sèrie TV): Malcolm Beck
- 1985: Glitter (sèrie TV): Doc
- 1985: Private Sessions (telefilm): Harry O'Reilly
- 1986: Perry Mason: The Case of the Notorious Nun (telefilm): pare DeLeon
- 1986: Hôtel (sèrie TV): Walter Devlin / Blaine Chapman
- 1987: Fatal Confession: A Father Dowling Mystery (telefilm): pare Frank Dowling
- 1987-1991: Father Dowling Mysteries (sèrie TV): pare Frank Dowling
- 1988-1989: Out of this World (sèrie TV): Avi Zelig
- 1989: Fire and Rain (telefilm): Derryl Price
- 1990: The Love Boat: A Valentine Voyage (telefilm): Tinent Logan
- 1996: Le Drew Carey Show (sèrie TV): Mr. Bobeck
- 1997 1997: Johnny Bravo (sèrie TV): Santa Claus
- 1999 1999: Early Edition (sèrie TV): oncle Vic
- 1999 1999: Port Charles (sèrie TV): Burt
- 1999 1999: Maggie (sèrie TV): pare George
- 2000: Jack and Jill (sèrie TV): Bernie
- 2000: Walker Texas Ranger (sèrie TV): ministre
- 2001: Jason and the Heroes of Mount Olympus (sèrie TV): Jupiter (veu)
- 2001: Urgences (sèrie TV): Walter Nikolaides
- 2001: Legend of the Candy Cane (telefilm): Franklin Holz
- 2001: Family Law (sèrie TV): Kyle Mason
- 2002: Touched by an Angel (sèrie TV): Elmer
- 2002: Mary Christmas (telefilm): Les Turner
- 2004: It's All Relative (sèrie TV): pare Joseph
- 2004: Christmas at Water's Edge (Telefilm): Harry
- 2005: Still Standing (sèrie TV): Dr. S.T. Bloom
- 2005: The Fallen Ones (telefilm): rabí Eli Schmidtt
- 2005: One Tree Hill (sèrie TV): Mel McFadden
- 2005: Family Guy (sèrie TV): Howard Cunningham
- 2006: Hidden Places (telefilm): Wakefield
- 2006: That '70s Show (sèrie TV): Dr. Hammond
- 2008: Charlie and Me (telefilm): Charlie
- 2010: Betsy's Kindergarten Adventures (sèrie TV): Richard Warner

## Premis i nominacions

### Nominacions
- 1978. Primetime Emmy al millor actor secundari en sèrie còmica per Happy Days